# إدوارد جوزيف ماكمانوس
إدوارد جوزيف ماكمانوس (بالإنجليزية: Edward Joseph McManus) هو ضابط ومحامي وقاضي وسياسي أمريكي، ولد في 9 فبراير 1920 في كيوكوك في الولايات المتحدة، وتوفي في 20 مارس 2017 في سيدار رابيدز في الولايات المتحدة. حزبياً، نشط في الحزب الديمقراطي. وقد انتخب عضو مجلس ولاية آيوا.